# Sløjdbladet
Sløjdbladet var et tidsskrift, der var organ for Sløjdforeningen af 1902 i perioden 1903–1978, dog med afbrydelser.
Foreningen og bladet repræsenterede Askov Skolesløjd. I 1978 blev Sløjdforeningen af 1902 sammenlagt med Dansk Sløjdlærerforening til Danmarks Sløjdlærerforening, og fra samme år blev tidsskrifterne Sløjdbladet og Dansk Skolesløjd videreført som SLØJD.

## »Sløjdbladet«'s redaktører
- 1903–1909 Jørgen Rasmussen Kirkebjerg, Askov
- 1910 ingen udgivelser
- 1911–1914 Anders Nielsen, Askov
- 1914–1918 ingen udgivelser
- 1919–1924 Hemming Skat Rørdam, Jelling
- 1925–1928 J.Th. Arnfred, Askov
- 1928–1931 J. Nørregaard, Hedehusene
- 1931–1939 Olaf Christensen, Køge
- 1939–1953 Th. Egebæk, Skårup
- 1953 H. Andreasson, Gladsaxe
- 1954–1958 A. Lautrup, Silkeborg
- 1958–1964 seminarielektor Troels Ravn, Ribe
- 1964–1969 Henry Nielsen, Askov
- 1970–1974 Kurt Bay-Petersen
- 1975–1978 Svend Daugbjerg, Gug
- 1978— sammen med Dansk Skolesløjd videreført som Sløjd